# NGC 643C
NGC 643C је спирална галаксија у сазвежђу Хидрус која се налази на NGC листи објеката дубоког неба.
Деклинација објекта је - 75° 16' 3" а ректасцензија 1h 41m 48,9s. Привидна величина (магнитуда) објекта NGC 643 износи 15,0 а фотографска магнитуда 15,7. NGC 643C је још познат и под ознакама ESO 30-1, FGCE 186, PGC 6256.